# Fri som fuglen - Live 87
Fri som fuglen – Live 87 er et 2-disc CD-sæt fra det danske band tv·2. Koncerten er en sammenlægning af to koncerter, delvist optaget i Nordborg 9. april 1987 samt delvist i Odense Koncerthus 12. april 1987. Det er tv·2's første livealbum og blev solgt i 69.000 eksemplarer

## Numre
1. Fri Som Fuglen
2. Blod, Sved Og Tårer
3. Konen, Kæresten, Kællingen
4. Hele Verden Fra Forstanden
5. Eventyr For Begyndere
6. Popmusikerens Vise
7. ABC
8. Det Er Mig Du Drømmer Om
9. Det Grinte Vi Meget Af
10. Rigtige Mænd
11. Tidens Kvinder
12. Stjernen I Mit Liv
13. I Baronessens Seng
14. Bag Duggede Ruder
15. Be Bab A Lula
16. Arbejdshold
17. Verden Perfekt
18. Lanternen
19. Dizzy Miss Lizzy*

- skrevet af Larry Williams. Alle andre sange af Steffen Brandt